# Fåre- og gedepest
 Ikke at forveksle med Fåre- og gedekopper.
 Ikke at forveksle med Fårekopper (orf).
Fåre- og gedepest eller peste des petits ruminants (PPR) er en virussygdom som rammer klovbærende dyr (ordenen parrettåede hovdyr). Geder er meget modtagelige overfor sygdommen, og får i lidt mindre grad. Hjorte rammes også PPR og kan sprede sygdommen til landbrugsdyr. Kvæg kan blive smittede af virusset, men får ikke sygdomssymptomer.
Sygdommen er udbredt i mange afrikanske lande nord for ækvator, i Mellemøsten, Tyrkiet og andre lande i Asien. Der var et udbrud af sygdommen i Grækenland i juli 2024. Når der er epidemier, kan bestandene af får og geder blive udryddede i store områder. Sygdommen er en af de husdyrsygdomme som har størst økonomisk betydning i nogle områder med mange geder og får. Fåre- og gedepest blev første gang beskrevet i Elfenbenskysten i 1942. Den skyldes en virus i slægten Morbillivirus i familien Paramyxoviridae. Virusset er beslægtet med virusserne som giver kvægpest, hundesyge og mæslinger.

## Symptomer
Symptomerne for fåre- og gedepest ligner symptomerne for kvægpest. De ramte dyr får høj feber, manglende appetit, depression, øjenbetændelse, betændte sår i næsen, sår i munden med flest i undermunden, lungebetændelse med hoste, abort hvis det syge dyr er drægtigt, diarre og deraf følgende væskemangel. Sygdommen medfører ofte døden efter 5-10 dage. Unge dyr har den største sygelighed og dødelighed. Inkubationstiden er omkring 4-5 dage.
Sygdommen smitter ved tæt kontakt mellem dyrene, gennem dyrenes afføring, flåd fra øjne og næse, samt gennem luften.